# اچ‌دی ۱۷۲۰۵۱
اچ‌دی ۱۷۲۰۵۱ یک ستاره است که در صورت فلکی کمان قرار دارد.